# Arlette Merry
Pour les articles homonymes, voir Merry et Pinoteau.
Arlette Merry, ou Arlette Mery, nom de scène d'Arlette, Jacqueline Pinoteau, née le 18 mars 1918 dans le 14e arrondissement de Paris et morte le 19 février 2015  dans le 5e arrondissement de Paris, est une comédienne et chanteuse française.

## Biographie
Elle est la fille de Emilie Tissier, et de Lucien Pinoteau, régisseur de cinéma, et président de la République de Montmartre de 1943 à 1960.
Sa fratrie se compose de deux sœurs, Suzanne et Colette, et de deux frères Jack Pinoteau et Claude Pinoteau issus d’un second mariage. Elle épouse en premières noces Léo Blanc, puis Pierre Vielhomme (Madel), antiquaire à Paris. Après des débuts dans le cabaret, elle tourne de nombreux films. Sa passion fut le théâtre. Malheureusement de graves ennuis de santé la contraignent à mettre fin à sa carrière à l’aube de ses 50 ans.
Elle a été inhumée au cimetière de Vaugirard.

## Filmographie
Cinéma
- 1932 : Le Chien jaune de Jean Tarride
- 1943 : L'aventure est au coin de la rue de Jacques Daniel-Norman - Hélène
- 1945 : La Ferme du pendu de Jean Dréville - Amanda
- 1945 : Messieurs Ludovic de Jean-Paul Le Chanois - Marika Lamar
- 1946 : La Cabane aux souvenirs de Jean Stelli - Denise
- 1946 : Le Fugitif de Robert Bibal - Deanna
- 1946 : Histoire de chanter de Gilles Grangier - Gisèle Renault
- 1946 : L'Homme au chapeau rond de Pierre Billon - Mathilde
- 1947 : Si jeunesse savait de André Cerf - Martine
- 1947 : Le Village perdu de Christian Stengel - Berthe
- 1948 : La Nuit blanche de Richard Pottier - Jasmine
- 1948 : Sergil et le Dictateur de Jacques Daroy - Dolorès
- 1948 : Si ça peut vous faire plaisir de Jacques Daniel-Norman - Ginette
- 1949 : Dernier Amour de Jean Stelli - la couturière
- 1949 : Envoi de fleurs de Jean Stelli - Sophie
- 1949 : Valse brillante de Jean Boyer
- 1949 : Le Portefeuille de André Cerf (court métrage)
- 1951 : La Belle Image de Claude Heymann - la concierge
- 1951 : Un jour avec vous de Jean-René Legrand - Claude Cartier
- 1951 : La nuit est mon royaume de Georges Lacombe
- 1951 : Ils étaient cinq de Jack Pinoteau - Valérie, la sœur de Roger, chanteuse de cabaret
- 1952 : Brelan d'as de Henri Verneuil - Florence Garnier, dans le sketch : "Le mort dans l'ascenseur"
- 1954 : J'y suis, j'y reste de Maurice Labro - Gisèle
- 1954 : Interdit de séjour de Maurice de Canonge - Raymonde
- 1954 : Rendez-vous avec Paris de Bernard Borderie (court métrage)
- 1957 : Escapade de Ralph Habib - Dolly
- 1963 : La Mort d'un tueur de Robert Hossein
- 1965 : Le Chant du monde de Marcel Camus

Télévision
- Au théâtre ce soir :
  - 1976 :  L'Héritière de Ruth Goetz et Augustus Goetz, mise en scène René Clermont, réal. Pierre Sabbagh, Théâtre Édouard VII - Missis Almond
  - 1974 : Pluie d'après Somerset Maugham, mise en scène René Clermont, réalisation Georges Folgoas, Théâtre Édouard VII - Mme Davidson

## Théâtre
- 1952 : Jésus la Caille, adapté du roman Jésus-la-Caille de Francis Carco, mise en scène Pierre Valde, Théâtre des Célestins, Théâtre Gramont, Théâtre Antoine
- 1954 : Crinolines et guillotine d'Henry Monnier, mise en scène Christine Tsingos, Théâtre de la Gaîté-Montparnasse
- 1961 : La Mouette d'Anton Tchekhov, mise en scène Sacha Pitoëff, Théâtre Moderne
- 1962 : Lieutenant Tenant de Pierre Gripari, Théâtre de la Gaîté-Montparnasse
- 1963 : Fils de personne d'Henry de Montherlant, mise en scène Henri Rollan, Théâtre des Mathurins
- 1967 : L'Unique Jour de l'année d'Alan Seymour, mise en scène Pierre Valde, Théâtre de Colombes